# Achille Silvestrini
Achille Silvestrini (Brisighella, Rávena, 25 de octubre de 1923-Ciudad del Vaticano, 29 de agosto de 2019) fue un cardenal católico italiano, prefecto de la Congregación para las Iglesias Orientales. Perteneció al Grupo de San Galo.

## Biografía

### Formación
Entró en el seminario diocesano a los diecinueve años de edad, y el 13 de julio de 1946 fue ordenado sacerdote. Asistió a la Universidad de Bolonia y se doctoró con una tesis titulada Lo Statuto fondamentale degli Stati di Santa Chiesa promulgato da Pio IX nel 1948. Luego fue a Roma y obtuvo un doctorado en Utroque Iure (derecho civil y canónico) en la Pontificia Universidad Lateranense. En 1952 ingresó como alumno de la Pontificia Academia Eclesiástica.

### Trabajo en la Secretaría de Estado (Santa Sede)
El 1 de diciembre de 1953 entró en el servicio diplomático de la Sección de Asuntos Eclesiásticos Extraordinarios de la Secretaría de Estado de la Santa Sede, donde tuvo que tratar los asuntos de Vietnam, China, Indonesia y el Sudeste de Asia. De 1958 a 1969 fue colaborador de los secretarios de Estado, Domenico Tardini y Amleto Cicognani. Volviendo al Consejo para los Asuntos Públicos de la Iglesia (el nombre asumido en 1967 por la Sección de Asuntos Eclesiásticos Extraordinarios) estuvo a cargo del Sector de Organizaciones Internacionales, y los asuntos de la paz, el desarme y los derechos humanos. 
En 1971 acompañó al cardenal Agostino Casaroli a Moscú con el fin de depositar el documento de adhesión de la Santa Sede al Tratado para la no proliferación de armas nucleares.
En 1972 fue delegado adjunto a las Consultas de Helsinki, en preparación de la Conferencia sobre la Seguridad y la Cooperación en Europa, participando en todas las fases de las Conferencias de Helsinki y Ginebra. 
En 1977 fue adjunto al jefe de la delegación en la reunión en Belgrado, para la verificación y el desarrollo del acto final de Helsinki. 
Encabezó las delegaciones de la Santa Sede en la Conferencia de las Naciones Unidas sobre la utilización pacífica de la energía nuclear (Ginebra, 1971) y en la Conferencia de puesta en marcha del Tratado sobre la no proliferación de armas nucleares (Ginebra, 1975).
En julio de 1973 fue nombrado subsecretario del Consejo para los Asuntos Públicos de la Iglesia. Durante algunos años fue profesor de Derecho diplomático en la Pontificia Academia Eclesiástica.
El 9 de febrero de 1977, España le concedió la Gran Cruz de la Orden del Mérito Civil.
El 4 de mayo de 1979 fue secretario del Consejo para los Asuntos Públicos de la Iglesia y el 27 de mayo de 1979 fue ordenado obispo titular de Novalcina con el título personal de arzobispo.
A partir de 1979 encabezó la Delegación de la Santa Sede para la revisión del Concordato de Letrán y llevó a cabo las negociaciones con las autoridades italianas, hasta la firma del Acuerdo de 18 de febrero de 1984. 
Participó, además, en numerosas misiones diplomáticas: Representante de la Santa Sede en Madrid en la reunión para la seguridad y la cooperación en Europa 1980-1983; Malta (1981); Buenos Aires, por la crisis de las Malvinas (1982); Nicaragua y El Salvador (1983); Polonia (mayo de 1983); Haití para la modificación del Concordato (1984); Estocolmo como jefe de la Delegación de la Santa Sede en la sesión inaugural de la conferencia sobre desarme en Europa (1984); Helsinki, para la celebración del décimo aniversario de la firma del Acta Final de la Conferencia para la Seguridad y la Cooperación en Europa; Malta para la definición de un acuerdo sobre las escuelas de la Iglesia (1985); Líbano y Siria (1986); Malta para el examen de las relaciones entre la Iglesia y el Estado (1986); Polonia (1987).
Fue Prefecto del Tribunal Supremo de la Signatura Apostólica, desde 1988 hasta 1991. Prefecto de la Congregación para las Iglesias Orientales, desde 1991 hasta 2000, y Gran Canciller del Instituto Pontificio Oriental, desde 1993 hasta 2000. Presidente Delegado de la Asamblea Especial para el Líbano del Sínodo de los Obispos (1995).

### Ministerio sacerdotal y cardenalato
En su ministerio sacerdotal, se dedicó a los jóvenes de Villa Nazareth, que fue fundada en 1945 por el cardenal Tardini. Desde 1969 animó la comunidad formada por un grupo de exestudiantes (graduados universitarios, profesionales) y simpatizantes. A partir de ahí creó, en 1986, la Fundación 'Domenico Tardini Comunità', que se ha encargado de la gestión y la responsabilidad de las actividades formativas de la Fundación Sagrada Familia de Nazaret. Fue presidente de ambas fundaciones.
Fue creado y proclamado cardenal por Juan Pablo II en el Consistorio del 28 de junio de 1988 con el título de San Benito fuera de la Puerta de San Pablo, diaconía elevada pro hac vice a título presbiteral.

## Obras
- Achille Silvestrini, ed. (2012). A Pilgrim Pope: Messages for the World. Andrews McMeel Publishing. ISBN 9781449441296.
- Achille Silvestrini (1987). Human Rights in the Teaching of John Paul II. Le Monnier. ISBN 9788800874144.
- Achille Silvestrini, Pio Laghi, Luigi Amaducci (1992). Guido Maria Conforti: Dalla nomina e consacrazione alla presa di possesso. Libreria editrice vaticana.
- Franco Teodori, Achille Silvestrini, Pio Laghi, Luigi Amaducci (1992). Guido Maria Conforti: arcivescovo di Ravenna. Libreria editrice vaticana.
- Franco Teodori, Achille Silvestrini, Pio Laghi, Luigi Amaducci (1994). Guido Maria Conforti: Da Ravenna alla città della croce (Stauropoli). Libreria editrice vaticana.
- Domenico Sgubbi, Achille Silvestrini (1991). Diocesi e cultura cattolica nella storia de Faenza. Litografica.
- Achille Silvestrini (1990). S. Francesco e S. Caterina, patroni d'Italia: ricordi e riflessioni. Cantagalli.